# Rusmir Cviko
Rusmir Cviko, né le 2 janvier 1972 à Sarajevo en Yougoslavie (aujourd'hui en Bosnie-Herzégovine), est un footballeur bosnien reconverti en entraîneur. Depuis 1997, il possède la nationalité belge.

## Biographie
Rusmir Cviko naît en 1972 à Sarajevo, une ville de Bosnie-Herzégovine qui fait alors partie de la république fédérative populaire de Yougoslavie.

### Carrière de joueur

#### En club
Cviko a commencé sa carrière de jeune joueur au FK Sarajevo et atteint l'équipe première en 1993. En 1995, il s'envole en Belgique pour rallier le Royal Antwerp où il a joué jusqu'en 1997 mais n'a participé à aucun match de championnat.
En 1997, Cviko revient en Bosnie-Herzégovine pour rejoindre le Željezničar Sarajevo, où il remporte le Championnat de Bosnie-Herzégovine lors de la saison 1997-98 et la Supercoupe en 1998. En 1999, Cviko signe au NK Čelik Zenica où il va jouer une saison avant de terminer sa carrière aux Émirats arabes unis avec Al-Wahda en 2000.

#### En sélection
Rusmir Cviko a joué pour les équipes nationales de jeunes U15, U17 et U19 de la Yougoslavie.

### Carrière d'entraîneur

#### Bosnie-Herzégovine
De 2004 à 2008, la Fédération de Bosnie-Herzégovine confie à Cviko l'équipe nationale des moins de 19 ans. Entre 2007 et 2009, il est l'un des entraîneurs de l'équipe nationale des moins de 21 ans. Au cours de son mandat à la Fédération, il a également été responsable de la détection (scout) de l'équipe A.
En 2009, Cviko est nommé directeur sportif de son ancienne équipe Željezničar sur proposition de l'entraîneur Amar Osim. Pendant ce mandat, le club remporte le Championnat trois fois en 2009-2010, 2011-2012 et 2012-2013. Željezničar a également remporté la Coupe de Bosnie lors des saisons 2010-2011 et 2011-2012 et a perdu en finale en 2009-2010 et 2012-2013. Il quitte ce poste en juin 2013.

#### Chine et retour en équipe nationale
Le 21 avril 2016, Rusmir Cviko est nommé entraîneur intérimaire du club chinois Dalian Transcendence FC avec comme but d'éviter la relégation en troisième division,,,.
Le 18 décembre 2016, il est officiellement signé comme entraîneur après avoir réussi l'objectif de maintien en China League One. En décembre 2017, il met un terme à son contrat alors que l'équipe est en 9e position.
Sa réputation et son bon travail à Dalian ne sont pas passés inaperçus. Le 16 décembre 2017, il prend en charge Meizhou Hakka. Au terme de cette saison, le club réussi le meilleur classement de son histoire. En avril 2018, il a été déclaré entraîneur du mois du championnat. En avril 2018, Meizhou Hakka remporte 5 matchs en China League One, ce qui a été salué comme un grand succès vu que l'objectif du club au début de la saison était d'éviter la relégation. Ces performances l'ont conduit la saison suivante à la China Super League ce qui a attiré l'attention de nombreux club chinois d'élite.

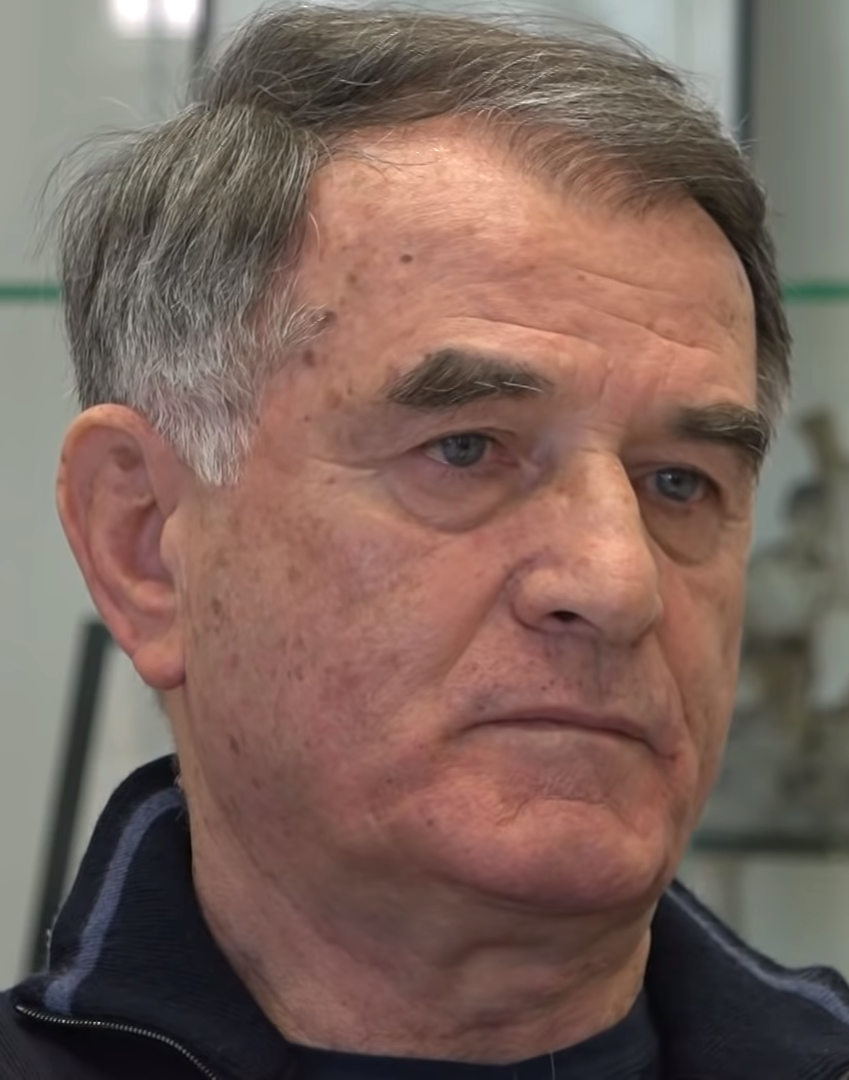
Cviko est nommé comme assistant de Dušan Bajević en 2020

Il démissionne le 28 août 2018 en bons termes avec la direction, après avoir prouvé à quel point il était une excellente recrue pour le club. À son arrivée en décembre 2017, l'équipe était classée 13e sur 16 et au moment de son départ, elle était troisième. Cviko a également battu quelques records alors qu'il était au club. L'équipe est restée invaincue pendant 11 matchs consécutifs sur son terrain et a remporté 5 victoires consécutives, ce qui constitue le meilleur résultat de l'histoire du club.
Le 25 janvier 2020, Cviko revient au sein de son équipe nationale, cette fois au poste d'entraîneur-adjoint du sélectionneur bosnien Dušan Bajević,.

#### Deux ans au golfe
Le 22 septembre 2022, il est annoncé qu'il a signé au club koweïtien Al Arabi SC. Le 6 février 2023, le club remporte la Coupe Crown Prince face à Al-Salmiya aux tirs au but (2-2).
Le 20 juin 2023, Cviko est nommé entraîneur du club saoudien Al-Orobah. Il a mené le club à la promotion en Saudi Pro League lors de sa seule saison au club.

#### Raja CA
Le 25 juillet 2024, il paraphe un contrat d'une saison avec le Raja Club Athletic qui vient de remporter le doublé coupe-championnat avec son prédécesseur Josef Zinnbauer.

## Palmarès

### Joueur
Zeljeznicar Sarajevo
- Championnat de Bosnie-Herzégovine
  - Champion: 1997-98

- Supercoupe de Bosnie-Herzégovine
  - Vainqueur: 1998

### Entraîneur
Al Arabi SC
- Coupe Crown Prince
  - Vainqueur: 2023

### Directeur sportif
Zeljeznicar Sarajevo
- Championnat de Bosnie-Herzégovine
  - Champion: 2009-10, 2011-12 et 2012-13
- Coupe de Bosnie-Herzégovine
  - Vainqueur: 2010-11 et 2011-12